# Ardisia racemigera
Ardisia racemigera är en viveväxtart som beskrevs av Carl Christian Mez. Ardisia racemigera ingår i släktet Ardisia och familjen viveväxter. Inga underarter finns listade i Catalogue of Life.